# Запасной аэродром (фильм)
«Запасной аэродром» — советский художественный цветной фильм режиссёра Ильи Гурина в 1977 году на киностудии имени М. Горького.

## Сюжет
Восемнадцатилетний Митя, обнаружил в газете фотографию, где, как ему показалось, был запечатлён его отец, руководитель в арктическом порту Диксон Пëтр Кашехлебов. Дома он сравнивает имеющееся у него фото отца co снимком в газете и принимает решение отправиться в Диксон для встречи с ним. До этого он никогда его не видел и только через публикацию в газете узнал о его местонахождении и работе. Отец Мити не знает о наличии у него сына, поскольку мама Мити не сообщила ему о беременности после их мимолетной встречи. Сама мама Мити погибла во время научной экспедиции, когда ему было 7 лет и он воспитывался в семьи тёти Ариши.
Вместо запланированного поступления в вуз Митя летит в то место, где предположительно работает его отец. Но, уже оказавшись в Арктике, вместо Диксона волей случая попадает на неназванный аэродром полярной авиации без документов и денег. Там Митя устраивается разнорабочим в рыбацкую артель и начинает поиски Кашехлебова. Свои родственные связи с ним он не афиширует.
Ожидание встречи оказывается долгим. За время вынужденного пребывания на заполярном аэродроме он знакомится с особенностями местной жизни. Параллельно с этим у него возникает чувство к девушке-ботанику, с которой он познакомился после своего прилёта за полярный круг.
Во время выполнения одного из служебных заданий вместе с моряком Иваном Митя оказывается вдали от жилья без провизии и снаряжения. Он тащит на себе Ивана повредившего ногу и после долгого и трудного пути они добираются до людей. Ивана забирают на лечение на материк.
Когда Митя наконец встречает своего отца, то резко меняет своё поведение и отрицает, что является его сыном. Уже перед отлётом Кашехлебова на большую землю, он всё же признаёт, что на самом деле является его сыном. Но несмотря на настойчивые уговоры отца лететь с ним, остаётся на аэродроме.
Фильм заканчивается сценой, где Митя встречает с самолёта своего друга моряка Ивана, который возвратился после лечения.

## В ролях
- Андрей Ростоцкий — Митя Соловьёв
- Тамара Миронова — Рита, ботаник
- Александр Никифоров — Иван Валетов, шкипер по прозвищу «Рауль»
- Владимир Самойлов — Иван Капитонович
- Вадим Медведев — Пётр Петрович Кашехлебов
- Светлана Немоляева — Ариша, тётя Мити
- Александр Назаров — Эдуард Васильевич
- Татьяна Бедова — подруга Риты
- Анатолий Гаричев — Богомолов, бригадир рыбаков
- Михаил Бочаров — Петрович
- Николай Смирнов — синоптик
- Всеволод Соболев
- Вячеслав Лисин — Виктор
- Е. Чудаков — Гриша
- А. Ковалев — Маслов
- М. Порошкин — Федя
- В. Кравченко — Федя
- Валентина Григорьева — Света, радистка (в эпизоде)
- В. Андрианов — Капитан Вася
- Эдгар Дубровский (сценарист фильма) — биолог (в эпизоде)

## Съемки
Съёмки фильма проходили на Ямале (село Мыс Каменный) и Таймыре (посёлок Левинские Пески). Отдельные сцены снимались в аэропорту Норильска.

## Критика
Кинокритик Валентина Иванова на страницах газеты «Советская культура» прямо называет «Запасной аэродром» драматурга Эдгара Дубровского очень плохой картиной. Ивановой непонятно, по какому праву приехавший на Крайний Север герой Андрея Ростоцкого начинает всех учить жить. Справедливы, на взгляд критика, суровые северные работяги, поясняющие герою, поучающему их экологически правильно ловить рыбу, что за «среду» они ответственности не несут. Предсказуемы, по мнению Ивановой, и первая трудная любовь к намного более старшей и опытной женщине, и поединок из ревности с собственным отцом, который мог, конечно же, произойти только в суровых северных условиях. Иванова полагает, что хороший актёр Ростоцкий, исполнивший в фильме «Запасной аэродром» главную роль мальчика-идеалиста из приличного ленинградского дома, не виноват в том, что фильм содержит множество предсказуемых поворотов и ситуаций, причиной и бедой этого является именно драматургия.

«Запасной аэродром» — во многом необычная работа. Впрочем, по своей неожиданной доверительности и интересу к «советскому маленькому человеку» она должна быть сопоставлена с его же лентой «В трудный час». …  юный Митя, сравнив домашнее фото отца со снимком в газете, понял, что должен отправиться на арктическое побережье (в северной экспедиции погибла его мать), чтобы, наконец, встретиться с обитающим где-то там своим вторым родителем. Но ожидание встречи оказывается долгим, поскольку сам юноша не готов к этому, а потом, воочию узнав жизнь на заполярном запасном аэродроме, настроен уже не так непримиримо и не придаёт свиданию с отцом столь решающего значения. Путешествие на край света и знакомство с людьми вдали от цивилизации становится непроизвольным методом познания самого себя и мира.
— Своё кино: Обзор отечественных фильмов / Кудрявцев С. В. — М.: Дубль-Д, 1998. — 492 с. — с. 70